# Ajoux
Ajoux é uma comuna francesa na região administrativa de Auvérnia-Ródano-Alpes, no departamento de Ardèche. Estende-se por uma área de 12,2 km². Em 2010 a comuna tinha 80 habitantes (densidade: 6,6 hab./km²).